# Campeonato Brasileño de Fútbol 1979
El Campeonato Brasileño de Serie A 1979, fue la 24ª edición del Campeonato Brasileño de Serie A. El torneo se extendió desde el 16 de septiembre de 1979 hasta el 23 de diciembre del corriente año. El club Internacional de Porto Alegre ganó el campeonato, el tercer título a nivel nacional del club. Además el Internacional se convirtió en el único campeón invicto del campeonato brasileño.
Para esta edición del torneo se aumentó en 20 el número de clubes, llegando estos a 94 participantes.
De acuerdo con el reglamento inicial, los clubes de São Paulo y Río de Janeiro, disputarían una edición del Torneo Río-São Paulo (finalmente no realizado), y entrarían solamente en la segunda fase del campeonato. Más los clubes grandes de São Paulo plantearon ingresar desde la tercera fase, como lo harían el campeón y vicecampeón del año anterior (Guarani y Palmeiras). Como el planteamiento no fue atendido, Corinthians, Portuguesa, Santos y São Paulo quedaron excluidos del campeonato.

## Sistema de competición
Primera fase: 80 clubes participantes son divididos en ocho grupos de diez equipos cada uno.
Segunda fase: A los 44 clubes clasificados de primera fase, se suman 12 clubes (seis de Río de Janeiro y seis de São Paulo). Los 56 clubes se dividen en siete grupos de ocho equipos cada uno, clasificando los dos primeros de cada grupo a tercera fase.
Tercera fase: A los 14 clubes clasificados de segunda fase, se suman Guarani y Palmeiras campeón y subcampeón del año anterior. De esta forma los 16 clubes son divididos en 4 grupos de 4 clubes cada uno, clasificando para semifinales el primer colocado de cada grupo.
Fase final: Semifinales y final a doble partido.

## Primera fase

### Grupo A
| Pos | Equipo        | Pts | PJ | PG | PE | PP | GF | GC | Dif |
| --- | ------------- | --- | -- | -- | -- | -- | -- | -- | --- |
| 1.  | Londrina      | 12  | 9  | 4  | 4  | 1  | 10 | 7  | +3  |
| 2   | Colorado      | 12  | 9  | 4  | 4  | 1  | 10 | 6  | +4  |
| 3   | Anapolina     | 10  | 9  | 5  | 0  | 4  | 13 | 9  | +4  |
| 4   | Joinville     | 10  | 9  | 4  | 2  | 3  | 12 | 8  | +4  |
| 5   | Juventude     | 10  | 9  | 3  | 4  | 2  | 12 | 9  | +3  |
| 6   | Sergipe       | 10  | 9  | 3  | 4  | 2  | 10 | 9  | +1  |
| 7   | Novo Hamburgo | 8   | 9  | 2  | 4  | 3  | 4  | 7  | -3  |
| 8   | Goiânia       | 7   | 9  | 2  | 3  | 4  | 6  | 9  | -3  |
| 9   | Confiança     | 6   | 9  | 2  | 2  | 5  | 7  | 15 | -8  |
| 10  | Avaí          | 5   | 9  | 0  | 5  | 4  | 9  | 14 | -5  |

### Grupo B
| Pos | Equipo                 | Pts | PJ | PG | PE | PP | GF | GC | Dif |
| --- | ---------------------- | --- | -- | -- | -- | -- | -- | -- | --- |
| 1.  | Grêmio Maringá         | 15  | 9  | 6  | 3  | 0  | 15 | 5  | +10 |
| 2   | Desportiva Ferroviária | 13  | 9  | 5  | 3  | 1  | 10 | 5  | +5  |
| 3   | Brasil de Pelotas      | 11  | 9  | 2  | 7  | 0  | 9  | 4  | +5  |
| 4   | Caldense               | 10  | 9  | 5  | 0  | 4  | 10 | 9  | +1  |
| 5   | São Paulo-RS           | 10  | 9  | 4  | 2  | 3  | 9  | 9  | 0   |
| 6   | Criciúma               | 9   | 9  | 4  | 1  | 4  | 9  | 8  | +1  |
| 7   | Caxias                 | 9   | 9  | 3  | 3  | 3  | 11 | 6  | +5  |
| 8   | Operário-PR            | 5   | 9  | 2  | 1  | 6  | 3  | 13 | -10 |
| 9   | Colatina               | 5   | 9  | 1  | 3  | 5  | 2  | 9  | -7  |
| 10  | Chapecoense            | 3   | 9  | 0  | 3  | 6  | 6  | 16 | -10 |

### Grupo C
| Pos | Equipo              | Pts | PJ | PG | PE | PP | GF | GC | Dif |
| --- | ------------------- | --- | -- | -- | -- | -- | -- | -- | --- |
| 1.  | Gama                | 12  | 9  | 5  | 2  | 2  | 14 | 9  | +5  |
| 2   | Mixto               | 11  | 9  | 5  | 1  | 3  | 14 | 10 | +4  |
| 3   | Comercial-MS        | 10  | 8  | 4  | 2  | 2  | 14 | 10 | +4  |
| 4   | Operário-VG         | 10  | 9  | 4  | 2  | 3  | 12 | 11 | +1  |
| 5   | Atlético Goianiense | 9   | 9  | 4  | 1  | 4  | 17 | 14 | +3  |
| 6   | Itumbiara           | 9   | 9  | 4  | 1  | 4  | 11 | 11 | 0   |
| 7   | Itabuna             | 9   | 9  | 3  | 3  | 3  | 10 | 8  | +2  |
| 8   | Fluminense de Feira | 9   | 9  | 3  | 3  | 3  | 5  | 6  | -1  |
| 9   | Brasília            | 7   | 9  | 3  | 1  | 5  | 11 | 17 | -6  |
| 10  | Guará               | 2   | 8  | 0  | 2  | 6  | 2  | 14 | -12 |

### Grupo D
| Pos | Equipo       | Pts | PJ | PG | PE | PP | GF | GC | Dif |
| --- | ------------ | --- | -- | -- | -- | -- | -- | -- | --- |
| 1.  | América-MG   | 13  | 9  | 6  | 1  | 2  | 15 | 7  | +8  |
| 2   | Campo Grande | 12  | 9  | 5  | 2  | 2  | 9  | 6  | +3  |
| 3   | Villa Nova   | 12  | 9  | 5  | 2  | 2  | 9  | 6  | +3  |
| 4   | Campinense   | 11  | 9  | 5  | 1  | 3  | 8  | 4  | +4  |
| 5   | Botafogo-PB  | 10  | 9  | 4  | 2  | 3  | 15 | 12 | +3  |
| 6   | Treze        | 9   | 9  | 4  | 1  | 4  | 15 | 10 | +5  |
| 7   | Tuna Luso    | 7   | 9  | 3  | 1  | 5  | 12 | 13 | -1  |
| 8   | Fast Clube   | 6   | 9  | 2  | 2  | 5  | 9  | 20 | -11 |
| 9   | Paysandu     | 6   | 9  | 2  | 2  | 5  | 10 | 14 | -4  |
| 10  | Rio Negro    | 4   | 9  | 1  | 2  | 6  | 7  | 17 | -10 |

### Grupo E
| Pos | Equipo                | Pts | PJ | PG | PE | PP | GF | GC | Dif |
| --- | --------------------- | --- | -- | -- | -- | -- | -- | -- | --- |
| 1.  | Maranhão              | 15  | 9  | 6  | 3  | 0  | 18 | 6  | +12 |
| 2   | Uberaba               | 14  | 9  | 7  | 0  | 2  | 15 | 6  | +9  |
| 3   | Central Caruaru       | 11  | 9  | 4  | 3  | 2  | 13 | 8  | +5  |
| 4   | Uberlândia            | 10  | 9  | 4  | 2  | 3  | 14 | 9  | +5  |
| 5   | Náutico Recife        | 10  | 9  | 4  | 2  | 3  | 11 | 10 | +1  |
| 6   | Moto Club de São Luís | 7   | 9  | 3  | 1  | 5  | 6  | 10 | -4  |
| 7   | Sampaio Corrêa        | 6   | 9  | 2  | 2  | 5  | 7  | 16 | -9  |
| 8   | River-PI              | 6   | 9  | 1  | 4  | 4  | 9  | 12 | -3  |
| 9   | Piauí                 | 6   | 9  | 0  | 6  | 3  | 8  | 15 | -7  |
| 10  | Tiradentes-PI         | 5   | 9  | 1  | 3  | 5  | 7  | 16 | -9  |

### Grupo F
| Pos | Equipo           | Pts | PJ | PG | PE | PP | GF | GC | Dif |
| --- | ---------------- | --- | -- | -- | -- | -- | -- | -- | --- |
| 1.  | CSA Alagoas      | 12  | 9  | 5  | 2  | 2  | 14 | 8  | +6  |
| 2   | ASA              | 11  | 9  | 5  | 1  | 3  | 11 | 10 | +1  |
| 3   | Itabaiana        | 11  | 9  | 4  | 3  | 2  | 10 | 6  | +4  |
| 4   | Leônico          | 10  | 9  | 5  | 0  | 4  | 12 | 8  | +4  |
| 5   | ABC Natal        | 10  | 9  | 4  | 2  | 3  | 13 | 10 | +3  |
| 6   | CRB Alagoas      | 9   | 9  | 3  | 3  | 3  | 8  | 8  | 0   |
| 7   | Ferroviário-CE   | 9   | 9  | 2  | 5  | 2  | 6  | 7  | -1  |
| 8   | Potiguar         | 7   | 9  | 2  | 3  | 4  | 5  | 10 | -5  |
| 9   | Fortaleza        | 6   | 9  | 2  | 2  | 5  | 7  | 12 | -5  |
| 10  | América de Natal | 5   | 9  | 2  | 1  | 6  | 5  | 12 | -7  |

### Grupo G
| Pos | Equipo              | Pts | PJ | PG | PE | PP | GF | GC | Dif |
| --- | ------------------- | --- | -- | -- | -- | -- | -- | -- | --- |
| 1.  | Internacional       | 15  | 9  | 6  | 3  | 0  | 18 | 5  | +13 |
| 2   | América-RJ          | 13  | 9  | 6  | 1  | 2  | 17 | 7  | +10 |
| 3   | Operário-MS         | 10  | 9  | 4  | 2  | 3  | 11 | 13 | -2  |
| 4   | Grêmio              | 9   | 9  | 4  | 1  | 4  | 14 | 8  | +6  |
| 5   | Santa Cruz Recife   | 9   | 9  | 3  | 3  | 3  | 12 | 8  | +4  |
| 6   | Atlético Paranaense | 8   | 9  | 2  | 4  | 3  | 8  | 9  | -1  |
| 7   | Figueirense         | 8   | 9  | 2  | 4  | 3  | 7  | 8  | -1  |
| 8   | Coritiba            | 7   | 9  | 2  | 3  | 4  | 6  | 14 | -8  |
| 9   | Rio Branco-ES       | 7   | 9  | 1  | 5  | 3  | 10 | 18 | -8  |
| 10  | Sport Recife        | 4   | 9  | 1  | 2  | 6  | 5  | 18 | -13 |

### Grupo H
| Pos | Equipo           | Pts | PJ | PG | PE | PP | GF | GC | Dif |
| --- | ---------------- | --- | -- | -- | -- | -- | -- | -- | --- |
| 1.  | Cruzeiro         | 13  | 9  | 5  | 3  | 1  | 21 | 9  | +12 |
| 2   | Vila Nova        | 12  | 9  | 4  | 4  | 1  | 13 | 8  | +5  |
| 3   | Goiás            | 11  | 9  | 5  | 1  | 3  | 10 | 5  | +5  |
| 4   | Atlético Mineiro | 11  | 9  | 2  | 7  | 0  | 9  | 6  | +3  |
| 5   | Dom Bosco        | 9   | 9  | 3  | 3  | 3  | 12 | 13 | -1  |
| 6   | Ceará            | 8   | 9  | 3  | 2  | 4  | 18 | 19 | -1  |
| 7   | Vitória          | 8   | 9  | 2  | 4  | 3  | 10 | 11 | -1  |
| 8   | Bahia            | 7   | 9  | 3  | 1  | 5  | 6  | 13 | -7  |
| 9   | Remo             | 6   | 9  | 2  | 2  | 5  | 10 | 15 | -5  |
| 10  | Nacional-AM      | 5   | 9  | 1  | 3  | 5  | 6  | 16 | -10 |

## Segunda fase
- Clasifican los 2 primeros de cada grupo a tercera fase.

### Grupo I
| Pos | Equipo            | Pts | PJ | PG | PE | PP | GF | GC | Dif |
| --- | ----------------- | --- | -- | -- | -- | -- | -- | -- | --- |
| 1   | Coritiba          | 11  | 7  | 5  | 1  | 1  | 11 | 3  | +8  |
| 2   | Atlético Mineiro  | 10  | 7  | 4  | 2  | 1  | 9  | 5  | +4  |
| 3   | Campinense        | 8   | 7  | 3  | 2  | 2  | 6  | 4  | +2  |
| 4   | Francana          | 7   | 7  | 3  | 1  | 3  | 7  | 9  | -2  |
| 5   | América-RJ        | 6   | 7  | 2  | 2  | 3  | 14 | 9  | +5  |
| 6   | Brasil de Pelotas | 6   | 7  | 2  | 2  | 3  | 8  | 8  | 0   |
| 7   | Colorado          | 5   | 7  | 2  | 1  | 4  | 9  | 11 | -2  |
| 8   | Mixto             | 3   | 7  | 1  | 1  | 5  | 4  | 19 | -5  |

### Grupo J
| Pos | Equipo         | Pts | PJ | PG | PE | PP | GF | GC | Dif |
| --- | -------------- | --- | -- | -- | -- | -- | -- | -- | --- |
| 1   | Operário-MS    | 12  | 7  | 5  | 2  | 0  | 16 | 5  | +11 |
| 2   | São Bento      | 9   | 7  | 4  | 1  | 2  | 11 | 12 | -1  |
| 3   | Botafogo       | 9   | 7  | 3  | 3  | 1  | 9  | 4  | +5  |
| 4   | Joinville      | 8   | 7  | 3  | 2  | 2  | 8  | 9  | -1  |
| 5   | Figueirense    | 6   | 6  | 1  | 4  | 1  | 4  | 4  | 0   |
| 6   | Comercial-MS   | 5   | 7  | 2  | 1  | 4  | 4  | 8  | -4  |
| 7   | Grêmio Maringá | 3   | 6  | 1  | 1  | 4  | 4  | 9  | -5  |
| 8   | ABC Natal      | 0   | 5  | 0  | 0  | 5  | 3  | 13 | -10 |

### Grupo K
| Pos | Equipo                   | Pts | PJ | PG | PE | PP | GF | GC | Dif |
| --- | ------------------------ | --- | -- | -- | -- | -- | -- | -- | --- |
| 1   | Internacional            | 11  | 7  | 4  | 3  | 0  | 10 | 2  | +8  |
| 2   | Atlético Paranaense      | 10  | 7  | 4  | 2  | 1  | 6  | 2  | +4  |
| 3   | Desportiva Ferroviária   | 9   | 7  | 4  | 1  | 2  | 10 | 8  | +2  |
| 4   | Internacional de Limeira | 8   | 7  | 2  | 4  | 1  | 7  | 4  | +3  |
| 5   | Caldense                 | 7   | 7  | 2  | 3  | 2  | 5  | 6  | -1  |
| 6   | São Paulo-RS             | 5   | 7  | 1  | 3  | 3  | 4  | 10 | -6  |
| 7   | Anapolina                | 4   | 7  | 1  | 2  | 4  | 5  | 10 | -5  |
| 8   | Goytacaz                 | 2   | 7  | 1  | 0  | 6  | 3  | 8  | -5  |

### Grupo L
| Pos | Equipo            | Pts | PJ | PG | PE | PP | GF | GC | Dif |
| --- | ----------------- | --- | -- | -- | -- | -- | -- | -- | --- |
| 1   | Flamengo          | 12  | 7  | 5  | 2  | 0  | 14 | 2  | +12 |
| 2   | XV de Piracicaba  | 10  | 7  | 5  | 0  | 2  | 15 | 8  | +7  |
| 3   | Grêmio            | 10  | 7  | 5  | 0  | 2  | 9  | 5  | +4  |
| 4   | Londrina          | 9   | 7  | 4  | 1  | 2  | 15 | 8  | +7  |
| 5   | Santa Cruz Recife | 7   | 7  | 3  | 1  | 3  | 8  | 10 | -2  |
| 6   | Bahia             | 4   | 7  | 2  | 0  | 5  | 4  | 11 | -7  |
| 7   | Náutico Recife    | 3   | 7  | 1  | 1  | 5  | 6  | 13 | -7  |
| 8   | Gama              | 1   | 7  | 0  | 1  | 6  | 4  | 18 | -14 |

### Grupo M
| Pos | Equipo            | Pts | PJ | PG | PE | PP | GF | GC | Dif |
| --- | ----------------- | --- | -- | -- | -- | -- | -- | -- | --- |
| 1   | Vasco da Gama     | 12  | 7  | 5  | 2  | 0  | 13 | 1  | +12 |
| 2   | Goiás             | 11  | 7  | 4  | 3  | 0  | 12 | 3  | +9  |
| 3   | América-MG        | 8   | 7  | 2  | 4  | 1  | 6  | 5  | +1  |
| 4   | Ceará             | 6   | 7  | 2  | 2  | 3  | 9  | 8  | +1  |
| 5   | Operário-VG       | 6   | 7  | 1  | 4  | 2  | 7  | 12 | -5  |
| 6   | Botafogo-PB       | 5   | 7  | 2  | 1  | 4  | 8  | 13 | -5  |
| 7   | Central           | 4   | 7  | 1  | 2  | 4  | 6  | 8  | -2  |
| 8   | ASA Arapiraquense | 4   | 7  | 1  | 2  | 4  | 7  | 18 | -11 |

### Grupo N
| Pos | Equipo       | Pts | PJ | PG | PE | PP | GF | GC | Dif |
| --- | ------------ | --- | -- | -- | -- | -- | -- | -- | --- |
| 1   | Vitória      | 10  | 7  | 5  | 0  | 2  | 12 | 7  | +5  |
| 2   | Uberlândia   | 10  | 7  | 4  | 2  | 1  | 8  | 5  | +3  |
| 3   | Fluminense   | 10  | 7  | 3  | 4  | 0  | 18 | 6  | +12 |
| 4   | Vila Nova-GO | 9   | 7  | 2  | 5  | 0  | 6  | 3  | +3  |
| 5   | Campo Grande | 6   | 7  | 2  | 2  | 3  | 10 | 7  | +3  |
| 6   | XV de Jaú    | 6   | 7  | 2  | 2  | 3  | 8  | 10 | -2  |
| 7   | Maranhão     | 4   | 7  | 2  | 0  | 5  | 3  | 15 | -12 |
| 8   | Itabaiana    | 1   | 7  | 0  | 1  | 6  | 4  | 16 | -12 |

### Grupo O
| Pos | Equipo       | Pts | PJ | PG | PE | PP | GF | GC | Dif |
| --- | ------------ | --- | -- | -- | -- | -- | -- | -- | --- |
| 1   | Cruzeiro     | 10  | 7  | 5  | 1  | 1  | 19 | 8  | +11 |
| 2   | Comercial-SP | 10  | 7  | 4  | 1  | 2  | 8  | 6  | +2  |
| 3   | Uberaba      | 10  | 7  | 3  | 2  | 2  | 7  | 5  | +2  |
| 4   | CSA Alagoas  | 9   | 7  | 3  | 1  | 3  | 5  | 6  | -1  |
| 5   | Dom Bosco    | 6   | 7  | 3  | 0  | 4  | 8  | 11 | -3  |
| 6   | Americano    | 6   | 7  | 2  | 2  | 3  | 8  | 11 | -3  |
| 7   | Leônico      | 4   | 7  | 1  | 3  | 3  | 9  | 9  | 0   |
| 8   | Villa Nova   | 1   | 7  | 2  | 0  | 5  | 6  | 14 | -8  |

## Tercera fase
- Clasifica el ganador de cada grupo a semifinales.

### Grupo P
| Pos | Equipo              | Pts | PJ | PG | PE | PP | GF | GC | Dif |
| --- | ------------------- | --- | -- | -- | -- | -- | -- | -- | --- |
| 1   | Coritiba            | 5   | 3  | 2  | 1  | 0  | 5  | 0  | +5  |
| 2   | Vitória             | 4   | 3  | 2  | 0  | 1  | 6  | 5  | +1  |
| 3   | Guarani de Campinas | 3   | 3  | 1  | 1  | 1  | 2  | 3  | -1  |
| 4   | XV de Piracicaba    | 0   | 3  | 0  | 0  | 3  | 1  | 6  | -5  |

### Grupo R
| Pos | Equipo       | Pts | PJ | PG | PE | PP | GF | GC | Dif |
| --- | ------------ | --- | -- | -- | -- | -- | -- | -- | --- |
| 1   | Palmeiras    | 6   | 3  | 3  | 0  | 0  | 13 | 2  | +11 |
| 2   | Flamengo     | 4   | 3  | 2  | 0  | 1  | 7  | 4  | +3  |
| 3   | Comercial-SP | 1   | 3  | 0  | 1  | 2  | 3  | 9  | -6  |
| 4   | São Bento    | 1   | 3  | 0  | 1  | 2  | 2  | 10 | -8  |

### Grupo S
| Pos | Equipo           | Pts | PJ | PG | PE | PP | GF | GC | Dif |
| --- | ---------------- | --- | -- | -- | -- | -- | -- | -- | --- |
| 1   | Internacional    | 6   | 3  | 3  | 0  | 0  | 4  | 2  | +2  |
| 2   | Goiás            | 3   | 3  | 1  | 1  | 1  | 1  | 2  | -1  |
| 3   | Cruzeiro         | 2   | 3  | 0  | 2  | 1  | 3  | 4  | -1  |
| 4   | Atlético Mineiro | 1   | 3  | 0  | 1  | 2  | 0  | 0  | 0   |

### Grupo T
| Pos | Equipo              | Pts | PJ | PG | PE | PP | GF | GC | Dif |
| --- | ------------------- | --- | -- | -- | -- | -- | -- | -- | --- |
| 1   | Vasco da Gama       | 5   | 3  | 2  | 1  | 0  | 10 | 1  | +9  |
| 2   | Operário-MS         | 4   | 3  | 2  | 0  | 1  | 4  | 4  | 0   |
| 3   | Uberlândia          | 2   | 3  | 0  | 2  | 1  | 3  | 10 | -7  |
| 4   | Atlético Paranaense | 1   | 3  | 0  | 1  | 2  | 3  | 5  | -2  |

## Fase Final
|  | Semifinal     | Semifinal     | Semifinal     | Semifinal | Semifinal |   |               | Final         | Final | Final | Final | Final |
|  |               |               |               |           |           |   |               |               |       |       |       |       |
|  | Coritiba      | Coritiba      | 1             | 1         | 2         |   |               |               |       |       |       |       |
|  | Vasco da Gama | Vasco da Gama | 1             | 2         | 3         |   |               |               |       |       |       |       |
|  |               |               |               |           |           |   | Vasco da Gama | Vasco da Gama | 0     | 1     | 1     |       |
|  |               | Internacional | Internacional | 2         | 2         | 4 |               |               |       |       |       |       |
|  | Palmeiras     | Palmeiras     | 2             | 1         | 3         |   |               |               |       |       |       |       |
|  | Internacional | Internacional | 3             | 1         | 4         |   |               |               |       |       |       |       |

### Semifinales
| 12 de diciembre de 1979 | Coritiba        | 1 – 1   | Vasco da Gama | Estadio Couto Pereira, Curitiba,                              |                                                               |
|                         | Luís Freire 85' | Reporte | Catinha 20'   | Asistencia: 50,582 espectadores Árbitro(s): José Favilli Neto | Asistencia: 50,582 espectadores Árbitro(s): José Favilli Neto |

| 16 de diciembre de 1979 | Vasco da Gama                      | 2 – 1   | Coritiba   | Estadio Maracanã, Río de Janeiro,                                 |                                                                   |
|                         | Paulinho 4' · Roberto Dinamite 36' | Reporte | Gardel 22' | Asistencia: 61,483 espectadores Árbitro(s): Roberto Nunes Morgado | Asistencia: 61,483 espectadores Árbitro(s): Roberto Nunes Morgado |

| 13 de diciembre de 1979 | Palmeiras                          | 2 – 3   | Internacional              | Estadio Morumbi, São Paulo,                                          |                                                                      |
|                         | Baroninho 34' · Jorge Mendonça 55' | Reporte | Jair 50' · Falcão 64', 70' | Asistencia: 61,259 espectadores Árbitro(s): Wilson Carlos dos Santos | Asistencia: 61,259 espectadores Árbitro(s): Wilson Carlos dos Santos |

| 16 de diciembre de 1979 | Internacional | 1 – 1   | Palmeiras  | Estadio Beira Rio, Porto Alegre,                                |                                                                 |
|                         | Jair 48'      | Reporte | Mococa 52' | Asistencia: 69,575 espectadores Árbitro(s): José Roberto Wright | Asistencia: 69,575 espectadores Árbitro(s): José Roberto Wright |

### Final
| 20 de diciembre de 1979 | Vasco da Gama | 0 – 2   | Internacional        | Estadio Maracanã, Río de Janeiro,                          |                                                            |
|                         |               | Reporte | Chico Spina 28', 55' | Asistencia: 58,655 espectadores Árbitro(s): Oscar Scolfaro | Asistencia: 58,655 espectadores Árbitro(s): Oscar Scolfaro |

| 23 de diciembre de 1979 | Internacional         | 2 – 1   | Vasco da Gama | Estadio Beira Rio, Porto Alegre,                              |                                                               |
|                         | Jair 41' · Falcão 58' | Reporte | Wilsinho 84'  | Asistencia: 54,659 espectadores Árbitro(s): José Favilli Neto | Asistencia: 54,659 espectadores Árbitro(s): José Favilli Neto |

- Internacional y Vasco da Gama, campeón y subcampeón respectivamente, clasifican a Copa Libertadores 1980.

|                                          |
| Bandera del estado de Río Grande del Sur |
| Campeón SC Internacional 3.er título     |

## Posiciones finales
- Dos puntos por victoria.
| Pos | Equipo                 | Pts | PJ | PG | PE | PP | GF | GC | Dif |
| --- | ---------------------- | --- | -- | -- | -- | -- | -- | -- | --- |
| 1   | Internacional          | 39  | 23 | 16 | 7  | 0  | 40 | 13 | 27  |
| 2   | Vasco da Gama          | 20  | 14 | 8  | 4  | 2  | 27 | 8  | 19  |
| 3   | Coritiba               | 24  | 21 | 9  | 6  | 6  | 24 | 20 | 4   |
| 4   | Palmeiras              | 7   | 5  | 3  | 1  | 1  | 16 | 6  | 10  |
| 5   | Operário-MS            | 26  | 19 | 11 | 4  | 4  | 31 | 22 | 9   |
| 6   | Cruzeiro               | 26  | 19 | 10 | 6  | 3  | 43 | 21 | 22  |
| 7   | Goiás                  | 25  | 19 | 10 | 5  | 4  | 23 | 10 | 13  |
| 8   | Vitória                | 22  | 19 | 9  | 4  | 6  | 28 | 23 | 5   |
| 9   | Uberlândia             | 22  | 19 | 8  | 6  | 5  | 25 | 24 | 1   |
| 10  | Atlético Mineiro       | 22  | 19 | 6  | 10 | 3  | 18 | 11 | 7   |
| 11  | Atlético Paranaense    | 19  | 19 | 6  | 7  | 6  | 17 | 16 | 1   |
| 12  | Flamengo               | 16  | 10 | 7  | 2  | 1  | 21 | 6  | 15  |
| 13  | XV de Piracicaba       | 10  | 10 | 5  | 0  | 5  | 16 | 14 | 2   |
| 14  | Comercial-SP           | 10  | 10 | 4  | 2  | 4  | 11 | 15 | -4  |
| 15  | São Bento              | 10  | 10 | 4  | 2  | 4  | 13 | 22 | -9  |
| 16  | Guarani de Campinas    | 3   | 3  | 1  | 1  | 1  | 2  | 3  | -1  |
| 17  | Uberaba                | 22  | 16 | 10 | 2  | 4  | 22 | 11 | 11  |
| 18  | Desportiva Ferroviária | 22  | 16 | 9  | 4  | 3  | 20 | 13 | 7   |
| 19  | Londrina               | 21  | 16 | 8  | 5  | 3  | 25 | 15 | 10  |
| 20  | América Mineiro        | 21  | 16 | 8  | 5  | 3  | 21 | 12 | 9   |
| 21  | Vila Nova-GO           | 21  | 16 | 6  | 9  | 1  | 19 | 11 | 8   |
| 22  | Grêmio                 | 19  | 16 | 9  | 1  | 6  | 23 | 13 | 10  |
| 23  | América-RJ             | 19  | 16 | 8  | 3  | 5  | 31 | 16 | 15  |
| 24  | Campinense             | 19  | 16 | 8  | 3  | 5  | 14 | 8  | 6   |
| 25  | CSA Alagoas            | 19  | 16 | 8  | 3  | 5  | 19 | 14 | 5   |
| 26  | Maranhão               | 19  | 16 | 8  | 3  | 5  | 21 | 21 | 0   |
| 27  | Campo Grande           | 18  | 16 | 7  | 4  | 5  | 19 | 13 | 6   |
| 28  | Maringá                | 18  | 15 | 7  | 4  | 4  | 19 | 14 | 5   |
| 29  | Joinville              | 18  | 16 | 7  | 4  | 5  | 20 | 17 | 3   |
| 30  | Caldense               | 17  | 16 | 7  | 3  | 6  | 15 | 15 | 0   |
| 31  | Colorado               | 17  | 16 | 6  | 5  | 5  | 19 | 17 | 2   |
| 32  | Brasil de Pelotas      | 17  | 16 | 4  | 9  | 3  | 17 | 12 | 5   |
| 33  | Villa Nova-MG          | 16  | 16 | 7  | 2  | 7  | 15 | 20 | -5  |
| 34  | Santa Cruz Recife      | 16  | 16 | 6  | 4  | 6  | 20 | 18 | 2   |
| 35  | Operário-VG            | 16  | 16 | 5  | 6  | 5  | 19 | 23 | -4  |
| 36  | Leônico                | 15  | 16 | 6  | 3  | 7  | 21 | 17 | 4   |
| 37  | Comercial-MS           | 15  | 15 | 6  | 3  | 6  | 18 | 18 | 0   |
| 38  | Botafogo-PB            | 15  | 16 | 6  | 3  | 7  | 23 | 25 | -2  |
| 39  | Dom Bosco              | 15  | 16 | 6  | 3  | 7  | 20 | 24 | -4  |
| 40  | ASA Arapiraquense      | 15  | 16 | 6  | 3  | 7  | 18 | 28 | -10 |
| 41  | Central                | 15  | 16 | 5  | 5  | 6  | 19 | 16 | 3   |
| 42  | São Paulo-RS           | 15  | 16 | 5  | 5  | 6  | 13 | 19 | -6  |
| 43  | Anapolina              | 14  | 16 | 6  | 2  | 8  | 18 | 19 | -1  |
| 44  | Mixto                  | 14  | 16 | 6  | 2  | 8  | 18 | 29 | -11 |
| 45  | Ceará                  | 14  | 16 | 5  | 4  | 7  | 27 | 27 | 0   |
| 46  | Figueirense            | 14  | 15 | 3  | 8  | 4  | 11 | 12 | -1  |
| 47  | Náutico Recife         | 13  | 16 | 5  | 3  | 8  | 17 | 23 | -6  |
| 48  | Gama                   | 13  | 16 | 5  | 3  | 8  | 18 | 27 | -9  |
| 49  | Itabaiana              | 12  | 16 | 4  | 4  | 8  | 14 | 22 | -8  |
| 50  | Bahia                  | 11  | 16 | 5  | 1  | 10 | 10 | 24 | -14 |
| 51  | ABC Natal              | 10  | 14 | 4  | 2  | 8  | 16 | 18 | -2  |
| 52  | Fluminense             | 10  | 7  | 3  | 4  | 0  | 18 | 6  | 12  |
| 53  | Botafogo               | 9   | 7  | 3  | 3  | 1  | 9  | 4  | 5   |
| 54  | Internacional Limeira  | 8   | 7  | 2  | 4  | 1  | 7  | 4  | 3   |
| 55  | Francana               | 7   | 7  | 3  | 1  | 3  | 7  | 9  | -2  |
| 56  | XV de Jaú              | 6   | 7  | 2  | 2  | 3  | 8  | 10 | -2  |
| 57  | Americano              | 6   | 7  | 2  | 2  | 3  | 8  | 11 | -3  |
| 58  | Goytacaz               | 2   | 7  | 1  | 0  | 6  | 3  | 8  | -5  |
| 59  | Rio Branco-ES          | 7   | 9  | 1  | 5  | 3  | 10 | 18 | -8  |
| 60  | Remo                   | 6   | 9  | 2  | 2  | 5  | 10 | 15 | -5  |
| 61  | Nacional-AM            | 5   | 9  | 1  | 3  | 5  | 6  | 16 | -10 |
| 62  | Sport Recife           | 4   | 9  | 1  | 2  | 6  | 5  | 18 | -13 |
| 63  | Juventude              | 10  | 9  | 3  | 4  | 2  | 12 | 9  | 3   |
| 64  | Sergipe                | 10  | 9  | 3  | 4  | 2  | 10 | 9  | 1   |
| 65  | Treze                  | 9   | 9  | 4  | 1  | 4  | 15 | 10 | 5   |
| 66  | Atlético Goianense     | 9   | 9  | 4  | 1  | 4  | 17 | 14 | 3   |
| 67  | Criciúma               | 9   | 9  | 4  | 1  | 4  | 9  | 8  | 1   |
| 68  | Itumbiara              | 9   | 9  | 4  | 1  | 4  | 11 | 11 | 0   |
| 69  | Caxias                 | 9   | 9  | 3  | 3  | 3  | 11 | 6  | 5   |
| 70  | Itabuna                | 9   | 9  | 3  | 3  | 3  | 10 | 8  | 2   |
| 71  | CRB Alagoas            | 9   | 9  | 3  | 3  | 3  | 8  | 8  | 0   |
| 72  | Fluminense-BA          | 9   | 9  | 3  | 3  | 3  | 5  | 6  | -1  |
| 73  | Ferroviário            | 9   | 9  | 2  | 5  | 2  | 6  | 7  | -1  |
| 74  | Novo Hamburgo          | 8   | 9  | 2  | 4  | 3  | 4  | 7  | -3  |
| 75  | Tuna Luso Brasileira   | 7   | 9  | 3  | 1  | 5  | 12 | 13 | -1  |
| 76  | Moto Club de São Luís  | 7   | 9  | 3  | 1  | 5  | 6  | 10 | -4  |
| 77  | Brasília               | 7   | 9  | 3  | 1  | 5  | 11 | 17 | -6  |
| 78  | Goiânia                | 7   | 9  | 2  | 3  | 4  | 6  | 9  | -3  |
| 79  | Potiguar               | 7   | 9  | 2  | 3  | 4  | 5  | 10 | -5  |
| 80  | Paysandu               | 6   | 9  | 2  | 2  | 5  | 10 | 14 | -4  |
| 81  | Fortaleza              | 6   | 9  | 2  | 2  | 5  | 7  | 12 | -5  |
| 82  | Confiança              | 6   | 9  | 2  | 2  | 5  | 7  | 15 | -8  |
| 83  | Sampaio Corrêa         | 6   | 9  | 2  | 2  | 5  | 7  | 16 | -9  |
| 84  | Nacional Fast Clube    | 6   | 9  | 2  | 2  | 5  | 9  | 20 | -11 |
| 85  | River-PI               | 6   | 9  | 1  | 4  | 4  | 9  | 12 | -3  |
| 86  | Piauí                  | 6   | 9  | 0  | 6  | 3  | 8  | 15 | -7  |
| 87  | América de Natal       | 5   | 9  | 2  | 1  | 6  | 5  | 12 | -7  |
| 88  | Operário-PR            | 5   | 9  | 2  | 1  | 6  | 3  | 13 | -10 |
| 89  | Colatina               | 5   | 9  | 1  | 3  | 5  | 2  | 9  | -7  |
| 90  | Tiradentes             | 5   | 9  | 1  | 3  | 5  | 7  | 16 | -9  |
| 91  | Avaí                   | 5   | 9  | 0  | 5  | 4  | 9  | 14 | -5  |
| 92  | Rio Negro              | 4   | 9  | 1  | 2  | 6  | 7  | 17 | -10 |
| 93  | Chapecoense            | 3   | 9  | 0  | 3  | 6  | 6  | 16 | -10 |
| 94  | Guará                  | 2   | 8  | 0  | 2  | 6  | 2  | 14 | -12 |

## Goleadores
| Pos. | Jugador          | Club          | Goles |
| ---- | ---------------- | ------------- | ----- |
| 1    | César            | America-RJ    | 13    |
| 2    | Roberto César    | Cruzeiro      | 12    |
| 3    | Baltazar         | Grêmio        | 10    |
| 3    | Bife             | Mixto         | 10    |
| 3    | Jair             | Internacional | 10    |
| 3    | Roberto Dinamite | Vasco da Gama | 10    |
| 7    | Adílson          | Dom Bosco     | 9     |
| 7    | Cláudio Adão     | Flamengo      | 9     |
| 7    | Mauro Madureira  | Cruzeiro      | 9     |
| 7    | Puruca           | Vila Nova     | 9     |
| 7    | Sena             | Vitoria       | 9     |